# Octano-1,5-lacton
Octano-1,5-lacton (auch Octan-1,5-olid oder δ-Octanolacton) ist eine organische Verbindung aus der Gruppe der Lactone.

## Vorkommen
Octano-1,5-lacton kommt in Pfirsichen, Nektarinen und Aprikosen vor. Daneben kommt es noch in einigen weiteren Früchten vor, wobei das Verhältnis der beiden Enantiomere je nach Vorkommen deutlich unterschiedlich ist. In vielen Fällen überwiegt das (R)-Isomer. In Erdbeeren tritt die Verbindung mit 57 (R)-Isomer fast racemisch auf, ebenso in Ananas und Pflaumen mit etwa 60 % (R)-Isomer. In roten (77 %) und gelben Passionsfrüchten (90 %), der Pflaumen-Unterart Edel-Pflaume (83 %), Kokosnuss (85 %), sowie Mango und Mirabelle (jeweils 94 %) überwiegt das (R)-Isomer deutlicher. Beim Pfirsich überwiegt dagegen mit 71 % das (S)-Isomer, bei Himbeeren tritt es mit etwa 96 % sogar fast enantiomerenrein auf. Weiterhin kommt die Verbindung in Milchprodukten wie Milch, Schlagsahne, Butter und Käse vor, wobei sie dort in den meisten Fällen zu über 80 % als (S)-Enantiomer vorliegt.

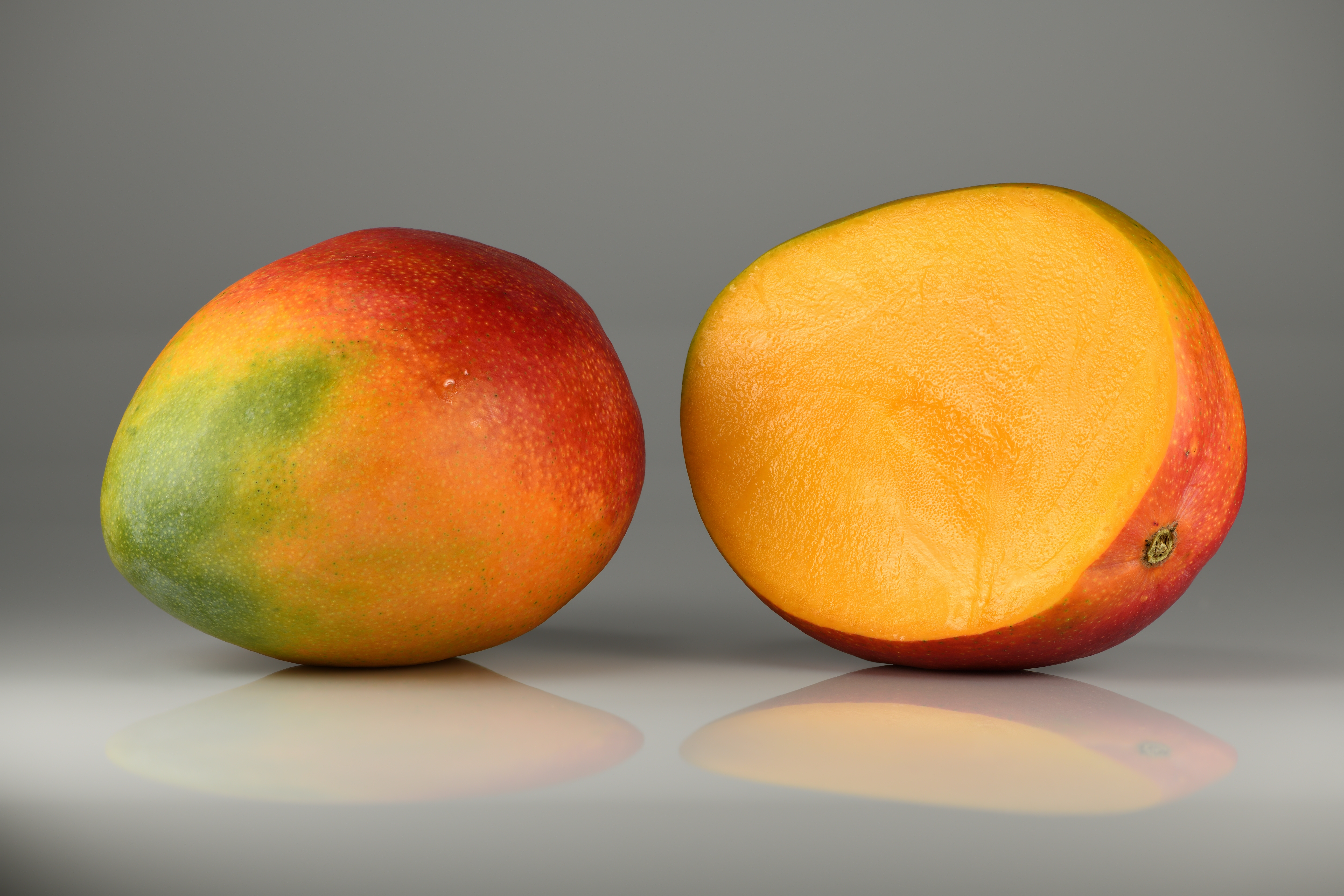
Mango
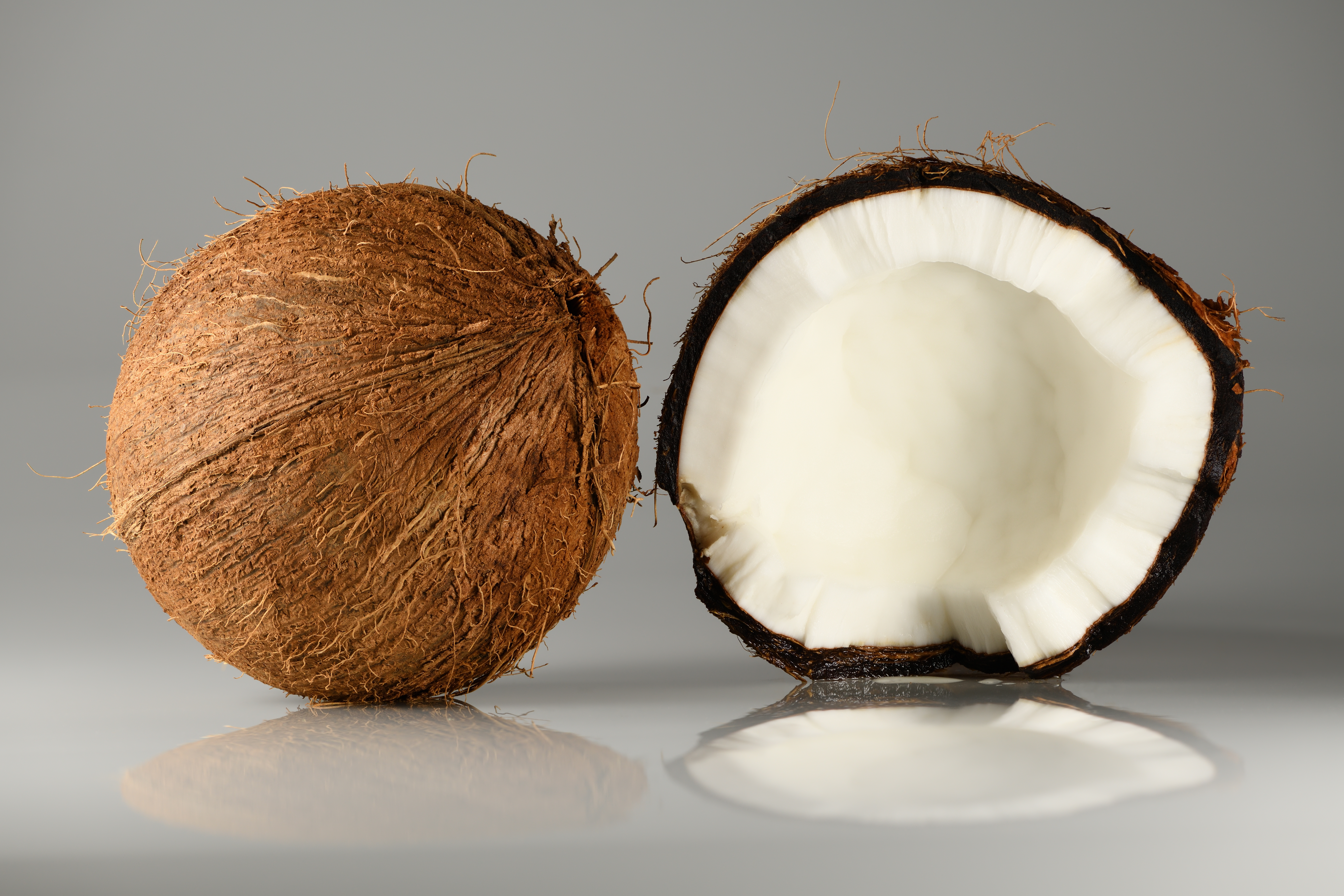
Kokosnuss
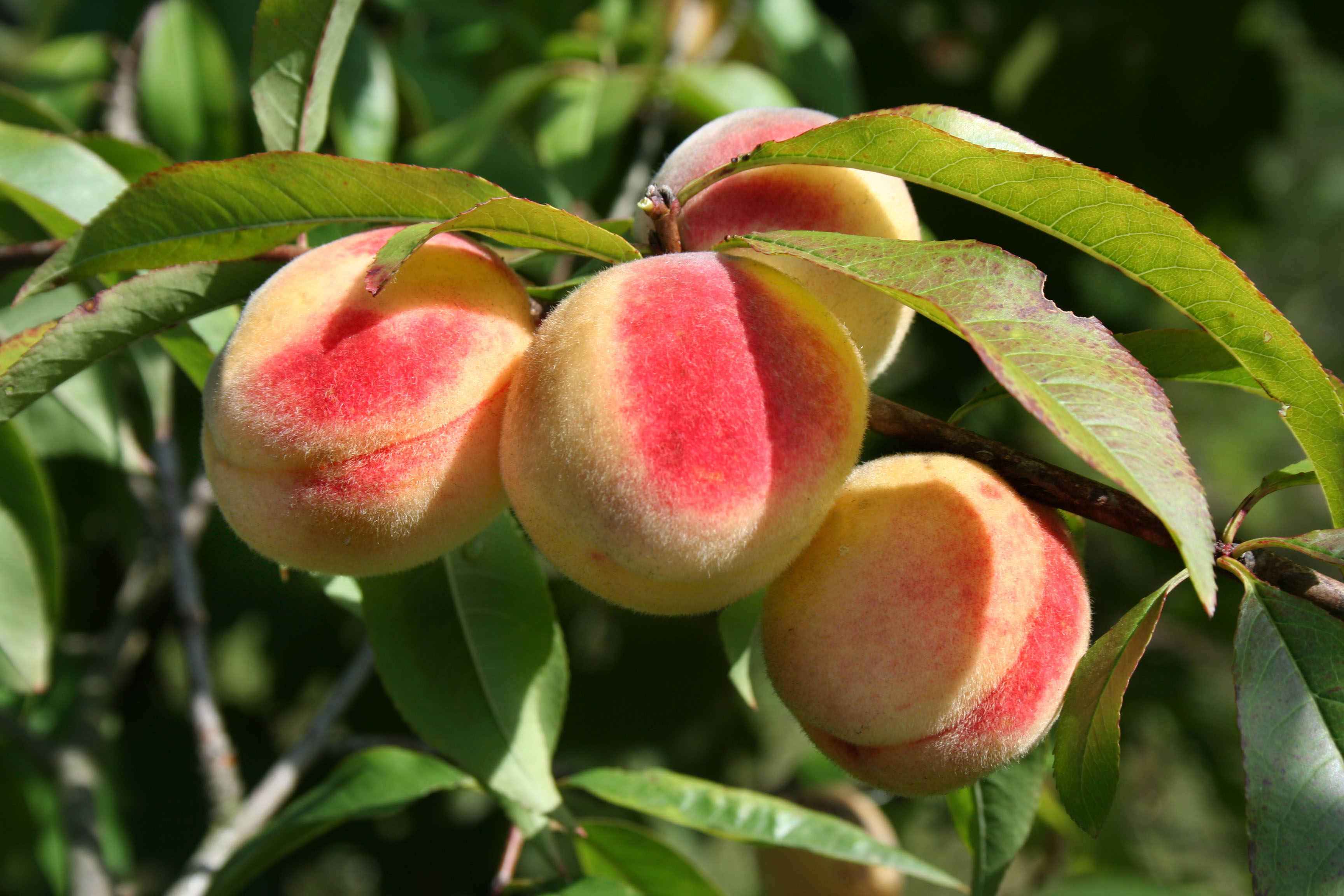
Pfirsich
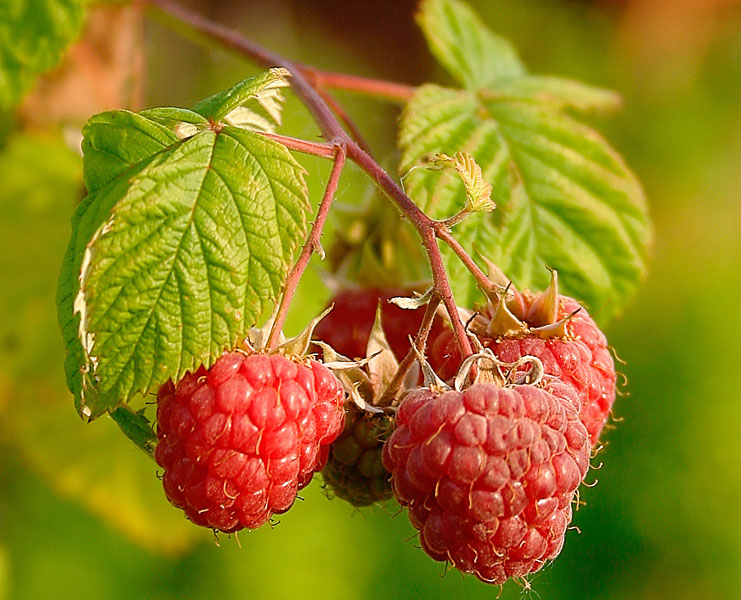
Himbeeren

## Herstellung
Octano-1,5-lacton kann ausgehend von Pyrrolidinocyclopenten hergestellt werden. Dieses wird zunächst mit Propargylbromid in Acetonitril umgesetzt und unter Palladiumkatalyse hydriert. Das Intermediat 2-Propylcyclopentanon kann in einer Baeyer-Villiger-Oxidation mit mCPBA zu Octano-1,5-lacton oxidiert werden. Die Verbindung kann auch durch Reaktion von 4-Heptanol mit Blei(IV)-acetat unter Kohlenstoffmonoxid-Atmosphäre hergestellt werden. Die Reaktion von Cyclopentanon mit einem Aldehyd im Basischen ergibt ein 2-Alkylidencyclopentanon. Durch Hydrierung an Palladium und Baeyer-Villiger-Oxidation werden so δ -Lactone erhalten. Durch Reaktion mit Propanal wird so Octano-1,5-lacton erhalten.

## Verwendung
Octano-1,5-lacton wird weltweit in der Größenordnung von 1 bis 10 Tonnen pro Jahr als Duftstoff verwendet. Es ist in der EU unter der FL-Nummer 10.015 als Aromastoff für Lebensmittel zugelassen.